# Simulium sumatraense
Simulium sumatraense är en tvåvingeart som beskrevs av Takaoka och Sigit 1997. Simulium sumatraense ingår i släktet Simulium och familjen knott. Inga underarter finns listade i Catalogue of Life.